# Образование в Польше

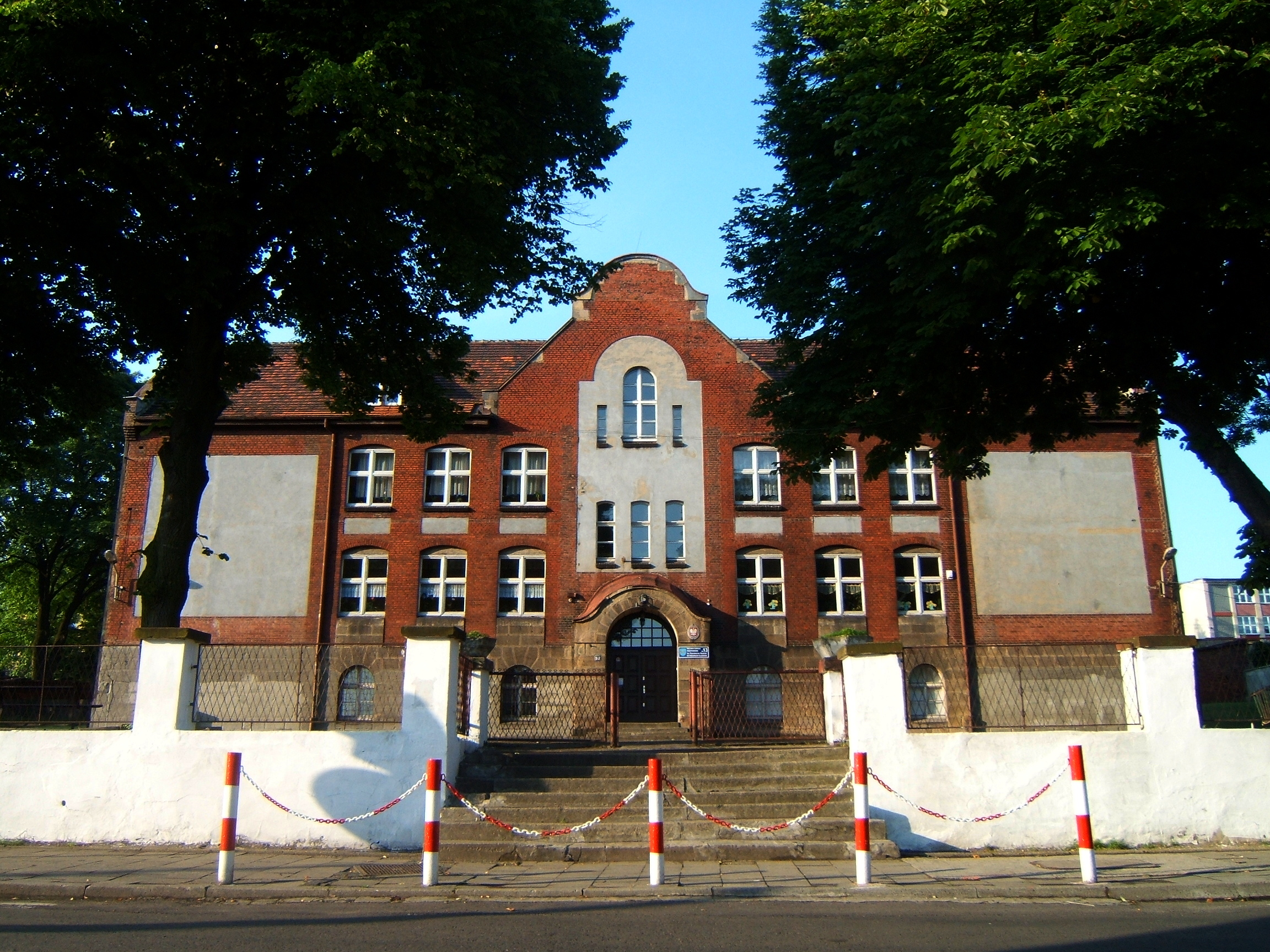
Начальная школа, Пекары-Слёнске

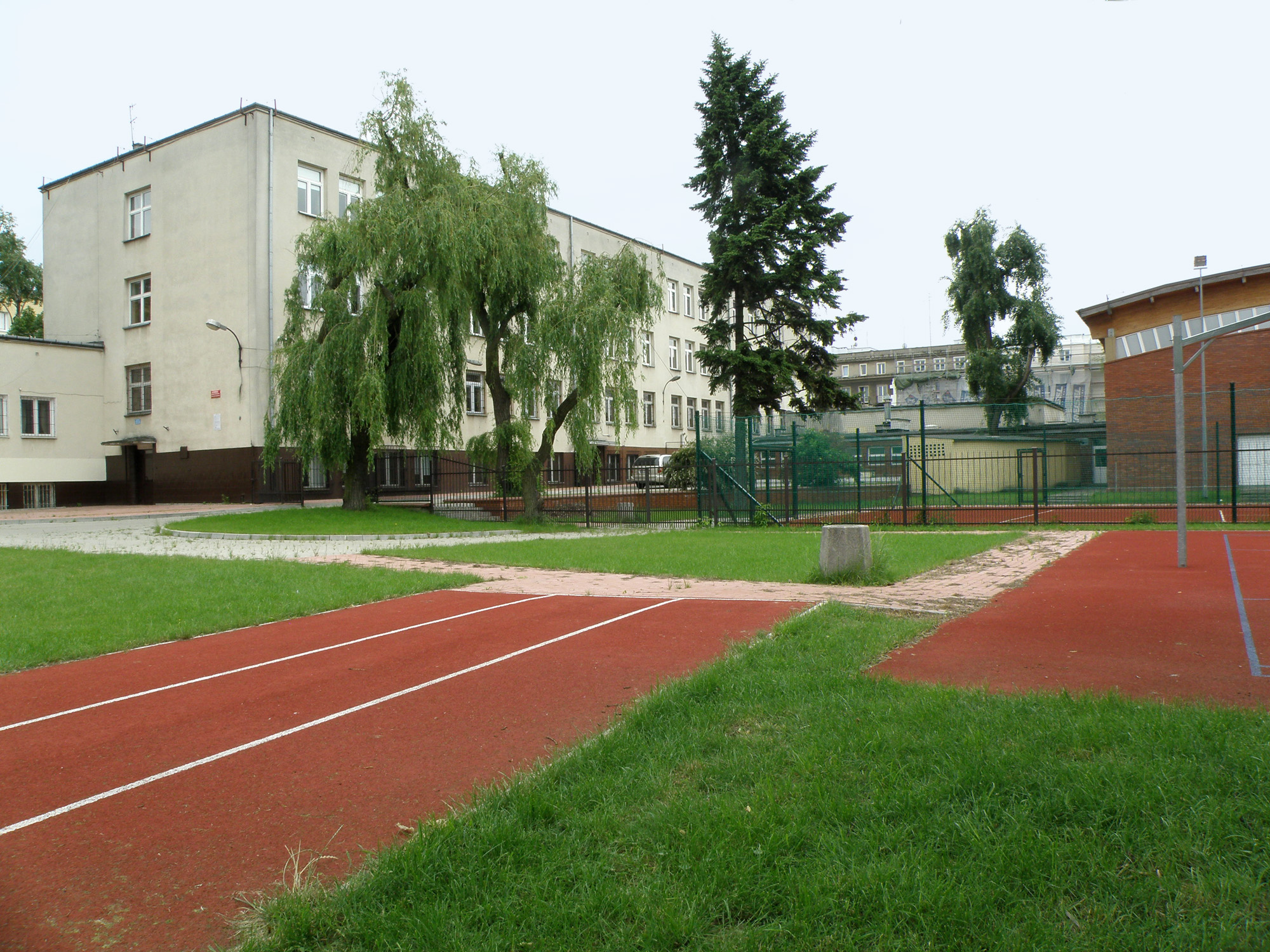
Общеобразовательный лицей, Варшава

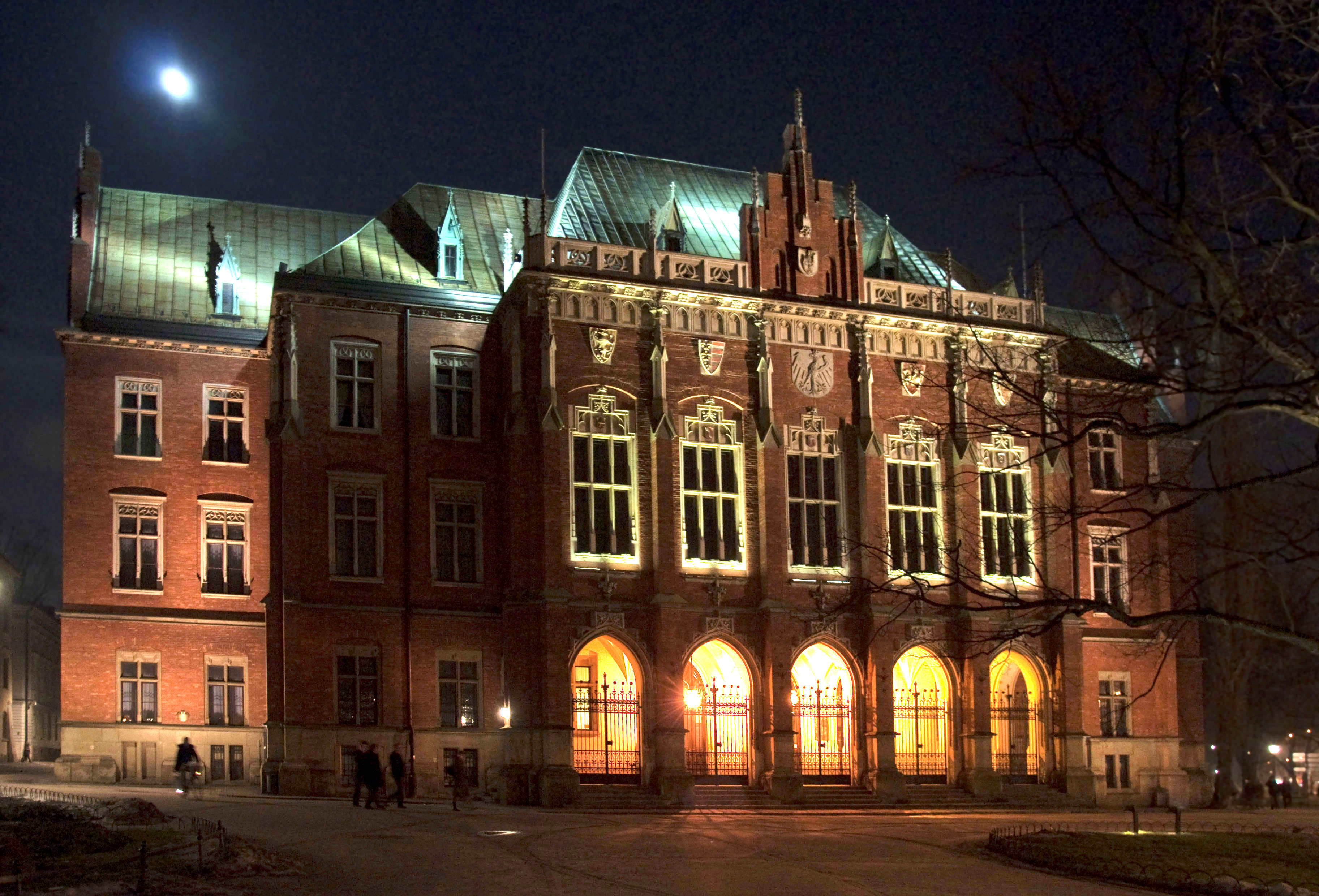
Коллегиум Новум Ягеллонского университета в Кракове

Обязательное образование в Польше начинается в возрасте пяти или шести лет, согласно Реформам 1999 года, начиная с «0» (нулевого) класса детского сада (польской предшколе, буквально дошкольной) и с возраста шести-семи лет 1-го класса начальной школы (польской школы подставовой). Обязательное образование длится 9 лет. После первых 6 лет начального образования учащиеся поступают в гимназию на 3 года (неполное среднее образование), а в конце сдают ещё один обязательный экзамен.
Министерство национального образования Польши доказало, что при короле Станиславе Августе Понятовском в 1773 году в Польше существовало первое министерство образования в мире, и эти традиции продолжаются до сих пор. Международная программа по оценке образовательных достижений учащихся в 2012 году оценила достижения, сделанные польским образованием в области математики, техники и грамотности; число наивысших показателей увеличилось с 2003 года, в то время как количество низких показателей снова понизилось. Согласно рейтингу компании Economist Intelligence Unit для Pearson в 2014 году, польское образование оценено как 4-е лучшее в Европе и 10-е лучшее в мире.
В дальнейшем для высшего среднего образования есть несколько альтернатив, наиболее распространенными из них является три года в лицее и четыре года в техникуме. Оба заканчиваются экзаменом на зрелость (экзамен на аттестат зрелости, довольно аналогичный к французскому экзамену на бакалавриат), и может сопровождаться несколькими формами высшего образования, приводя к бакалавру: бакалавр первого типа (ВА licencjat) или бакалавр второго типа (BSc inzynier) (Польский Болонский процесс, первый цикл квалификации), Мастер: магистр (Польский Болонский процесс, второй цикл квалификации) и в конце концов Кандидат: доктор (Польский Болонский процесс, третий цикл квалификации). Система образования в Польше допускает 22 года постоянного и непрерывного обучения.

## История
Просвещение польского общества было задачей правителей ещё в VII веке, и вскоре[когда?] Польша стала одной из самых образованных стран Европы. Библиотечный каталог Кафедрального собора в Кракове, датируемого около 1110 года, показывает, что в начале XII века польская интеллигенция имела доступ к европейской литературе. Ягеллонский университет, основанный в 1364 году королём Казимиром III в Кракове, является одним из старейших университетов в Европе. В 1773 году король Станислав Август Понятовский создал Комиссию народного образования (пол. Komisja Edukacji Narodowej), первое в мире государственное министерство образования. Казимир III понял, что нации был необходим класс образованных людей, особенно юристов, которые могли бы систематизировать законы страны и применять их в судах и ведомствах. Его старания основать высшее учебное заведение в Польше окончательно были вознаграждены, когда папа Урбан V предоставил ему разрешение на открытие университета в Кракове.
В 1555 году Анджей Фрич-Моджевский выдвинул идею обязательного образования. После разделов Польши обязательное образование было введено прусскими властями в польских районах, принадлежавших Пруссии (1825), и австрийскими властями в Галиции (1873). В Российской империи обязательного образования не существовало. Как результат, в 1921 году, после того как Польша обрела независимость, одна треть населения Второй польской республики была неграмотной. Безграмотность была очень высока на востоке и почти отсутствовала в западных областях. Обязательное образование в Польше было введено декретом в феврале 1919 года. Все дети с 7 до 14 лет были охвачены им. Однако в начале вновь созданное польское государство столкнулось с несколькими проблемами реализации декрета — отсутствием квалифицированных учителей, зданий и средств. После Второй мировой войны обязательное образование остаётся одним из приоритетов государства. К 1978 года только 1,2 процента польского населения были неграмотными. В Польше обязательное образование заканчивается в возрасте 18 лет. Обычно оно начинается, когда ребёнку исполняется 6 лет и заканчивается после 12 лет обучения (в высших школах). Действующий закон в Польше разделяет понятия обязательной школой и обязательного обучения.

## Обязательное образование

### Начальная школа
С 2012-2013 учебного года начальная школа, как правило, начинается с 6 лет вместо прежних 7 лет. Начальная школа разделена на 2 цикла по 3 года. Первый цикл интегрирует одного учителя с преподаванием всех предметов, в то время как второй цикл предполагает предметное обучение. В конце начальной школы ученики пишут обязательный международный квалификационный тест. Если экзамен пройден, он подтверждается свидетельством об окончании начальной школы. Однако этот сертификат не требуется для поступления в гимназию.

### Средняя школа
Средняя школа включает в себя низшую ступень среднего образования и завершает общее базовое образование. Оно длится 3 года. Изучаемые предметы: польский язык, история, гражданское образование, два иностранных языка, математика, физика и астрономия, химия, биология, география, живопись/музыка, технология, информационные технологии, физическое обучение, религиоведение или этика. В конце учебного плана, ученики оцениваются, основанной на их продолжающемся результате и на экзамене по гуманитарным наукам, науке и иностранным языкам.

### Верхнее среднее образование
Верхнее вторичное образование начинается в конце полного обязательного образования, подготовки студентов для входа непосредственно на рынок труда и/или в третичное (то есть высшее) образование. Верхнее вторичное образование имеет много форм.
Общее образование может быть найдено в обычных вторичных школах (лицеях): после 3 лет, студенты могут сдать «Аттестат зрелости», который предоставляет доступ к высшему образованию. Профессиональное и техническое образование, главным образом обеспечено техническими школами (техникум) и/или полицеальными школами. Техническое образование длится 4 года и ведёт к аттестату зрелости. Их первичная цель обучить профессии и торговле, наиболее популярно быть бухгалтером, механиком, специалистом по электронике, и продавцом. Полицеальные школы также обеспечивают профессиональное образование длительностью 2 года и предоставляют сертификаты компетентности в различных областях, наиболее популярными являются: продавец, повар, садовник, механик автомобилей, парикмахер и пекарь. Выпускники из основных профессиональных школ могут сдать Аттестат зрелости после дополнительного 2-летнего учебного плана в общей средней образовательной школе, или с 2004, 3-летнего в Технической школе. Профильные обычные средние образовательные школы (профильные лицеи) обеспечивают профессиональное образование за 3 года, но только в областях, описанных в Польской классификации видов деятельности (PKD). В дополнение, студенты-инвалиды могут пойти в специальную школу, которая готовит к Аттестату зрелости за 3 года.

## Высшее образование

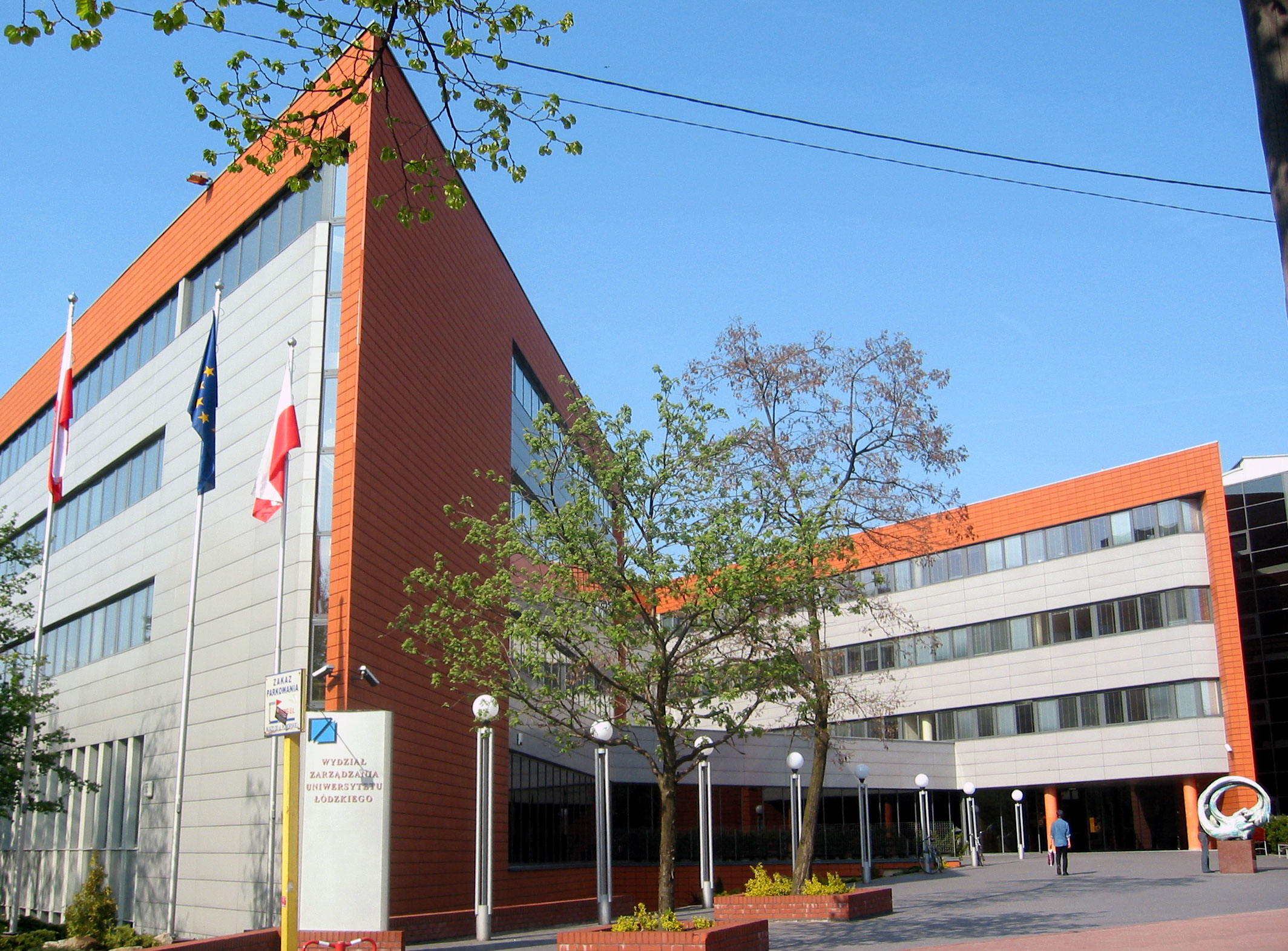
Лодзинский университет, факультет менеджмента

Польша следует схеме Болоньи и большинство уровней программ высшего образования сделаны из двух циклов: два года степени мастера следуют за тремя годами степени бакалавра. Некоторые ступени мастера, однако, предоставляются после уникальных программ длительных циклов, продолжающихся от 4 до 6 лет (например: 5 лет для аптечного дела, 6 лет для медицины). Программы доктора достигаются 3 года. Для диплома учителей начальной школы требуется 3 года обучения в педагогическом колледже. Профессиональное образование управляется высшей учебной школой (продолженная общеобразовательная школа) с программой, рассчитанной на два с половиной года.

## Система классификации на уровне университета
Университетский уровень образования использует числовую систему оценок от 2 до 5, с большинством уровней включающих 0,5 баллов приращения: 2,0 балла -терпят неудачу, 3,0 это самый низкий проходной балл, 3,5 и 4,5 следующие, и 5,0 является наивысшим баллом. Нет балла 2,5. Также 5,5 или 6,0 иногда дают как балл «превышение ожидания», но это отличается среди разных университетов и может быть эквивалентом 5,0 для некоторых целей. Аналогично «3-» иногда (но очень редко) дается как оценка «едва пройдено», но для некоторых официальных целей, она эквивалентна 3,0.
Оценки ставятся каждый семестр (дважды в год), но только один раз в школьный год. В зависимости от предмета, финальная оценка может быть основана на результате устного экзамена, или на выступлении студента в течение целого семестра. В последнем случае обычно система оценок используется не по шкале от 2 до 5. Это баллы накопленные в течение семестра добавляются и конвертируются в финальную оценку в соответствии с какой-нибудь шкалой.
Так как оценка "не сдано" значит, что просто приходится повторить несданный предмет, и обычно может быть исправлена на пересдаче (и в некоторых случаях также на специальной «экзаменационной комиссии»), она используется намного более свободно, и она довольно обыкновенная для большого числа студентов, чтобы провалить курс на первой попытке.

## Иностранные языки
Учащиеся в польских школах обычно изучают один или два иностранных языка. В общих чертах, в 2017/18 учебном году наиболее популярными обязательными иностранными языками в польских школах были: английский — 73,6 %, немецкий — 20,7 %,  русский — 2,2 %, испанский — 1,5 %, французский — 1,4 %, итальянский — 0,3 %, латинский — 0,1 % и другие — 0,2 %.
В 2005/06 учебном году насчитывалось 49200 студентов в школах национальных меньшинств, большинство из которых были на немецком, кашубском, украинском и белорусском языке.
В связи с реформой образования, введённой министром образования Польши Катажиной Халл, учащиеся младших классов средней школы Польши должны изучать два различных иностранных языка. Первый иностранный язык (обычно английский) преподаётся 3 раза в неделю и это язык, на котором учащиеся должны написать экзамен в гимназии. Второй иностранный язык преподаётся 2 раза в неделю, и он является дополнительным. Реформа вводит два различных уровня экзамена — более высокий уровень (если учащийся обучался на одном и том же языке и в начальной школе) и стандартный уровень (если учащийся начал изучать первый язык в младших классах средней школы). Результат экзамена учитывается, когда учащийся переходит на верхний уровень средней школы.